# Curtiss A-18 Shrike
Curtiss A-18 Model 76A Shrike II là một loại máy bay cường kích của Hoa Kỳ. Nó là phiên bản sản xuất thử nghiệm mẫu XA-14 của công ty.

## Quốc gia sử dụng
United States
- Quân đoàn Không quân Lục quân Hoa Kỳ

## Tính năng kỹ chiến thuật (Y1A-18)
The Complete Encyclopedia of World Aircraft

### Đặc điểm riêng
- Tổ lái: 2
- Chiều dài: 41 ft 0 in (12,50 m)
- Sải cánh: 59 ft 6 in (18,14 m)
- Chiều cao: 11 ft 6 in (3,51 m)
- Diện tích cánh: 526 ft² (48,87 m²)
- Trọng lượng rỗng: 9.410 lb (4.268 kg)
- Trọng lượng cất cánh tối đa: 13.170 lb (5.974 kg)
- Động cơ: 2 × Wright R-1820-47, 850 hp (634 kW) mỗi chiếc

### Hiệu suất bay
- Vận tốc cực đại: 247 mph (398 km/h)
- Vận tốc hành trình: 217 mph (349 km/h)
- Tầm bay: 651 mi (1.048 km)
- Trần bay: 25.650 ft (8.370 m)

### Vũ khí
- 4 súng máy M1919 Browning.30 in (7,62 mm)
- 1 súng máy.30 in (7,62 mm)
- 400 lb (181 kg) bom trong khoang quân giới
- 200 lb (91 kg) bom hoặc thùng khói dưới cánh